# Calle de los Batanes
La calle de los Batanes es una vía pública de la ciudad española de Segovia.

## Descripción
La vía nace de la calle de los Cañuelos y discurre hasta llegar a la de los Bomberos, donde entronca con la del Ángel de la Guarda. Tiene cruce con la calle del Soldado Español y con la avenida del Padre Claret. Aparece descrita en Las calles de Segovia (1918) de Mariano Sáez y Romero con las siguientes palabras:

Batanes.—Se dirige desde la calle de los Cañuelos a la carretera de San Ildefonso, hacia el convento de San Gabriel. Su denominación viene de ser el camino que desde poblado va a la cuenca del Eresma, en el trecho entre los términos de Palazuelos y la Ciudad, donde hay varios molinos, algunos ya convertidos en fábricas de luz eléctrica y otras aplicaciones y donde antiguamente existían batanes, necesarios aquí, que tan preponderante era la fabricación de paños. Desaparecieron los batanes, pero sigue y bien está, el nombre de la calle, que como ha sucedido en muchas de ellas antes de ser oficial, era el dado por el vecindario.
(Sáez y Romero, 1918, p. 18)